# 藤原公実
藤原 公実（ふじわら の きんざね）は、平安時代の後期の公卿、歌人。藤原北家閑院流、大納言・実季の長男。官位は正二位・権大納言。三条大納言と称す。鳥羽天皇の外伯父、崇徳天皇・後白河天皇の外祖父。

## 経歴
後三条朝初頭の治暦4年（1068年）叙爵し、延久2年（1070年）左兵衛佐に任官。延久4年（1072年）従兄弟にあたる白河天皇の践祚に伴い、公実は五位蔵人に補せられる。延久5年（1073年）左近衛少将に遷ると、延久6年（1074年）正五位下次いで従四位下、承保2年（1075年）従四位上・左近衛中将、承保4年（1077年）正四位下と近衛次将を務めながら昇進を重ねた。
承暦4年（1080年）正月に蔵人頭に補せられると、12月には参議に任ぜられ公卿に列す。議政官の傍らで引き続き近衛中将を兼帯し、この間の承暦5年（1081年）従三位、永保3年（1083年）正三位に叙せられている。
応徳3年（1086年）白河天皇が堀河天皇に譲位して院政を開始するが、公実は従兄弟である白河上皇の信任が篤い一方、堀河天皇にも近臣として仕える。応徳4年（1087年）公実は権中納言に昇進し、皇后宮権大夫（後三条天皇の皇后・馨子内親王）を兼帯した。その後も寛治2年（1088年）従二位、寛治3年（1089年）正二位と昇進を続け、のち衛門督・検非違使別当も兼帯している。康和2年（1100年）権大納言に至った。
康和5年（1103年）妹で堀河天皇の女御であった藤原苡子が産んだ宗仁親王が生後7ヶ月で春宮に立てられると、公実は春宮大夫を兼ねる。嘉承2年（1107年）宗仁親王が即位（鳥羽天皇）したが、この際に公実は摂関家の当主忠実が若年であることを侮って、幼帝の外舅の地位にある自らこそ摂政に就任すべしと主張した。しかし、「五代もの間、並の公卿として仕えた者が今摂関を望むとは」と白河院別当の源俊明に一蹴されたという話がある。また、鳥羽天皇の即位直後、天皇の側近く仕える公卿が行うべき作法を天皇の伯父である公実が知らなかったことを藤原忠実から批判されている。公実が摂関の地位を得られなかったことについて、公実を含む閑院流には天皇を後見するために必要な有職故実が伝わっていなかった上に、鳥羽天皇の即位時に閑院流の公卿は権大納言の公実と弟の権中納言の仲実しかおらず、輔仁親王という皇位継承を巡る競争相手が控えた鳥羽天皇の後見として閑院流（公実・仲実兄弟）は頼りにならなかった、という現実的な理由があったとの指摘がある（樋口健太郎）。
鳥羽天皇の即位からわずか4か月後の同年11月14日に病死。享年55。

## 人物
歌壇でも活躍し、長治2年（1105年）頃奏覧の『堀河院御時百首和歌』に出詠し、後拾遺集以下の勅撰和歌集に57首が入集している。また家集『公実集』（断簡のみ）がある。

## 官歴
『公卿補任』による。
- 治暦4年（1068年） 7月21日：従五位下（良子内親王御即位給）
- 延久2年（1070年） 12月28日：左兵衛佐
- 延久4年（1072年） 正月7日：従五位上（佐労）。12月8日：聴禁色、為五位蔵人
- 延久5年（1073年） 正月30日：左近衛少将
- 延久6年（1074年） 正月28日：正五位下（少将労）、兼備前介。11月18日：従四位下（大嘗会）
- 承保2年（1075年） 正月19日：従四位上（行幸東三条第日賞）。6月13日：左近衛中将
- 承保4年（1077年） 正月6日：正四位下（陽明門院御給）。2月：兼中宮権亮（中宮・藤原賢子）
- 承暦4年（1080年） 正月18日：蔵人頭。12月6日：参議、中将如元
- 承暦5年（1081年） 正月26日：兼美作権守、従三位（行幸中宮四条第、権亮追賞）
- 永保3年（1083年） 11月11日：正三位（御塔行事賞、父卿譲之）
- 応徳3年（1086年） 2月3日：兼備後権守
- 応徳4年（1087年） 正月25日：権中納言、兼皇后宮権大夫（皇后・馨子内親王）
- 寛治2年（1088年） 正月19日：従二位（行幸院別当賞）
- 寛治3年（1089年） 日付不詳：正二位?
- 寛治5年（1091年） 正月：兼右衛門督
- 嘉保2年（1096年） 12月6日：兼左衛門督
- 嘉保3年（1097年） 11月27日：兼検非違使別当
- 康和2年（1100年） 7月17日：権大納言
- 康和5年（1103年） 8月17日：兼春宮大夫（春宮・宗仁親王）
- 嘉承2年（1107年） 7月19日：止大夫（受禅）。11月14日：薨去

## 系譜
- 父：藤原実季
- 母：藤原睦子 - 藤原経平女
- 妻：藤原基貞女
  - 長男：藤原実隆（1079-1127）
  - 次男：三条実行（1080-1162） - 三条家祖
- 妻：高階永業女
  - 男子：藤原実兼（?-1130）
- 妻：藤原実政女
  - 女子：藤原経実室（1071-1104）
- 妻：藤原光子（藤原隆方女） - 堀河、鳥羽天皇の乳母
  - 男子：覚源 - 阿闍梨
  - 三男：西園寺通季（1090-1128） - 西園寺家祖
  - 四男：仁実（1091-1131） - 天台座主
  - 五男：徳大寺実能（1096-1157） - 徳大寺家祖
  - 女子：藤原実子 - 鳥羽天皇乳母、藤原経忠室
  - 女子：藤原公子（1087?-?） - 藤原経実室、経宗・懿子母
  - 女子：源有仁室（?-1151）
  - 女子：藤原璋子（待賢門院）（1101-1145） - 鳥羽天皇中宮、女院
- 妻：藤原通家女
  - 七男：藤原季成（1102-1165）
- 未詳
  - 男子：済実（大僧正法務）
  - 女子：藤原家政室